# 滑り棒
滑り棒（すべりぼう）とは、垂直に固定された棒を滑り降りて下階へ着地する器具のことである。降りる速度が速いので、迅速に着地することができるが、危険を伴うので2階からの降下のみに使用する。

## 避難器具としての滑り棒
昭和36年自治省令第6号、昭和53年消防庁告示第1号にて避難器具に規定している。
- 滑り棒の上部と下部は取り付け具で固定できるようにする。
- 滑り棒の外径は35mm以上、60mm以下で円形とし、鋼材または同等以上の材質で、耐久性のあるものとする。
- 滑り棒は3.9kNの圧縮荷重に耐えることが出来るものとする。
- 取り付け部の開口部の大きさは、壁面の場合高さ0.8m以上、幅0.5m以上または高さ1.0m以上、幅0.45m以上とし、床面の場合は直径0.5m以上の円が内接する大きさとする。
- 降下空間は器具を中心とした半径0.5mの円柱形の範囲とする。
- 避難空地は避難上支障がない広さとする。

## 消防署の滑り棒

### 歴史

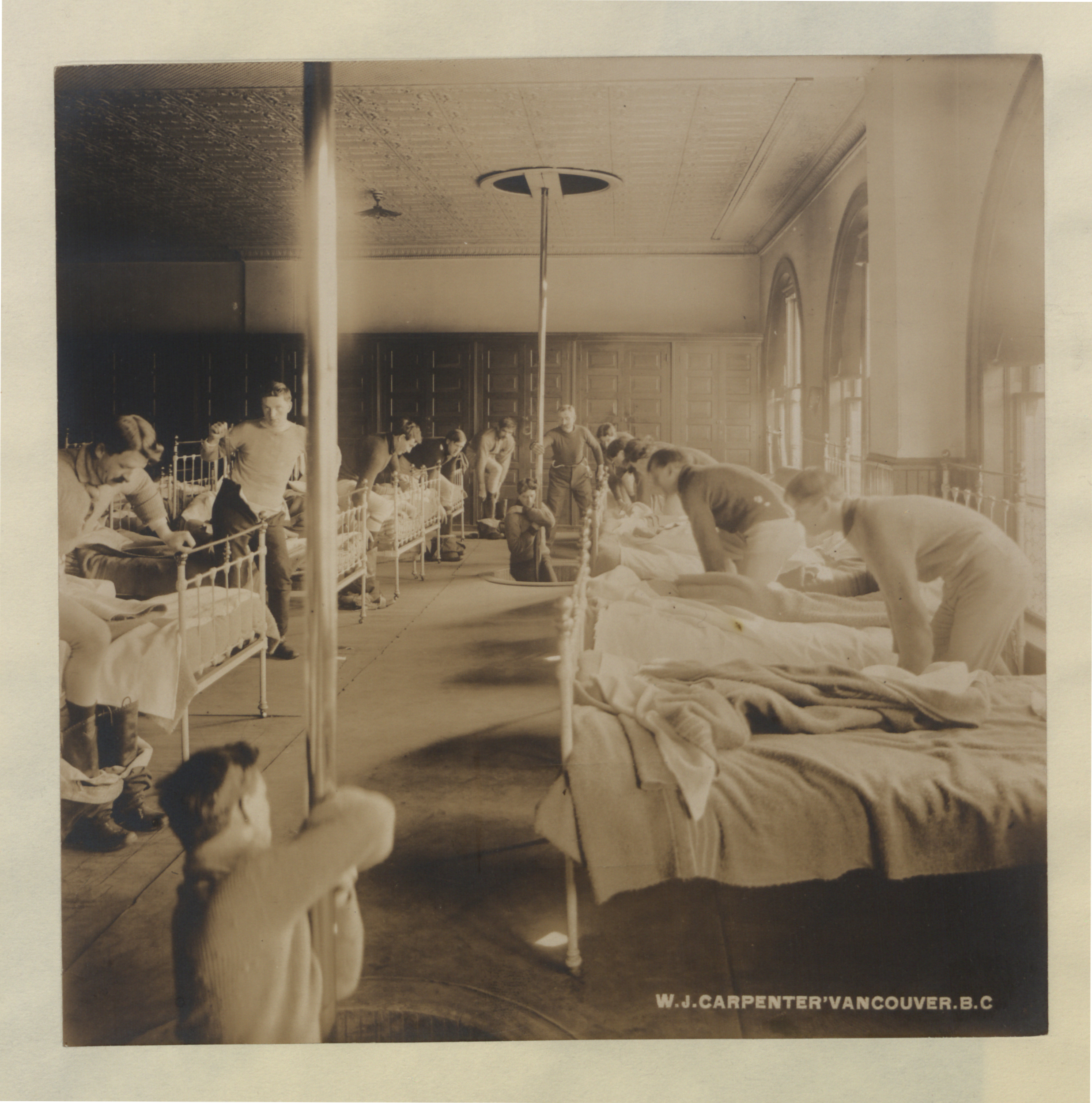
カナダ・バンクーバーの消防署の就寝用区画（1910年）。1階への滑り棒が複数設置されている

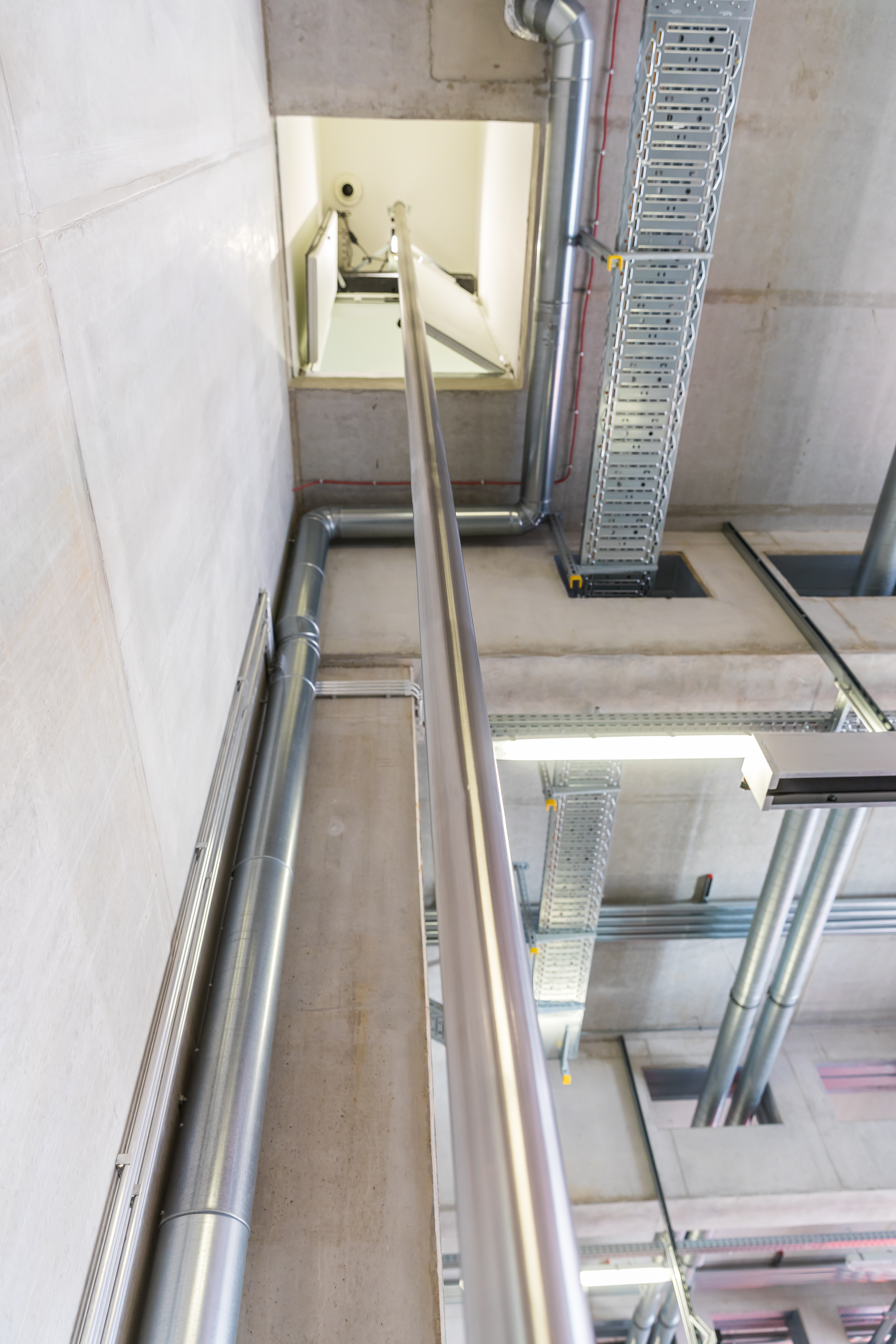
ドイツ・ケルンの消防署の滑り棒。上階には進入用の扉が設けられている

19世紀のアメリカ合衆国の消防署は1階にポンプ車ほか消防用の機器と馬の区画を、2階に消防士の居住区を置いているところが多く、馬が2階に上ってこないように螺旋階段を設けるところが多かった。
1872年にシカゴ市消防局に設けられた隊員が全員黒人の第21ポンプ車隊は、3階建ての建物に本拠を置いており、3階には馬のえさとなる牧草が備蓄されていた。消防士のジョージ・レイド（George Reid）は3階での作業中に出動のベルが鳴った際、牧草を荷車から3階へ積み下ろしするための棒を滑り降りて1階に駆け付けた。これを見た隊長のデイヴィッド・B・ケニヨン（David B. Kenyon）は棒を使って上階から1階に滑り降りるというアイデアを思い付いた。
1878年、ケニヨン隊長は2階の床に穴をあけて滑り棒を常設しようと上司を説得した。こうして第21ポンプ車隊の建物には、直径3インチ（7.6センチ）のジョージア・パインの木の滑り棒が完成した。棒にはやすりをかけてワックスを塗り、さらにパラフィンを重ね塗りしていた。
これを馬鹿にする者も多かったが、第21ポンプ車隊は火災現場に（特に夜間には）真っ先に到着することが知られるようになり、シカゴ市消防局は全分署に滑り棒を設置するよう指示を出した。こうして19世紀末にはアメリカの消防署に滑り棒が広まっていった。
しかし後述するような滑り棒のリスクや不利もあり、1970年代以降は消防車のある1階に消防隊員の居住区を置く建物が新築されるようになり、古い消防署でも滑り棒の撤去が続いている。全米防火協会は安全上の理由から滑り棒の全撤去を呼び掛けている。しかし世界各地では滑り棒が消防隊員の伝統となっているため新築の消防署でも設置される例もあり、滑り棒周囲の穴からの転落を防ぐための扉の設置、滑り棒の下へのクッション設置などの安全対策も進んでいる。

### 日本
昭和40年頃（1965年前後）より、火災などにおける出動要請があった場合、消防隊員が滑り棒を使って下階に降り、速やかに消防車などに乗車するために滑り棒が使用されていた。
日本では消防団が消火活動の中心で、常設の消防署があるのは大きな町に限定されていたが、滑り棒を設置する多階建ての消防署も第二次世界大戦前からあり、東京の高輪消防署二本榎出張所（1933年落成）には現存最古とみられる滑り棒がある。1963年の消防法改正で政令で定める市町村に消防本部と消防署の設置が義務化され、大都市以外の消防団しかなかった地域にも急速に消防署が新設された。こうして1960年代後半から滑り棒が全国に普及していった。
しかし昭和50年代（1970年代後半）からは下記の理由により次第に階段にとってかわられていった。
- 降下時の摩擦により手を負傷する恐れ、着地した際の衝撃により足を負傷する危険性もある[7][6]。
- 安全のために一人ずつしか滑降できないため、全員が出動するのに効率が悪い[7][6]。
- そのため、実際には滑り棒を使うよりも全員同時に階段を降りる方が早いことが判明した[7][6]。
- 消防車の大型化や多機能化により車高が高くなったため1階車庫の天井が高くなり上階からの降下に危険が伴うようになった。

使われない棒は撤去され穴は埋められていることが多く、消防署が新築・改築される際にも、新たに設置することはなくなっている。階段との併用の署もある。また新築される消防署は、出動しやすく耐震性もある平屋が増えており、階段も滑り棒も設けないことが増えている。滑り棒が残っている消防署でも、2010年代ごろからは使わない傾向が進んでいる。